# 本·史密斯
本·史密斯（英語：Ben Smith；1986年6月1日—）是一位新西蘭橄欖球運動員。他是新西蘭國家橄欖球隊的一員，代表新西蘭參加了2015年世界盃橄欖球賽。